# Sameister

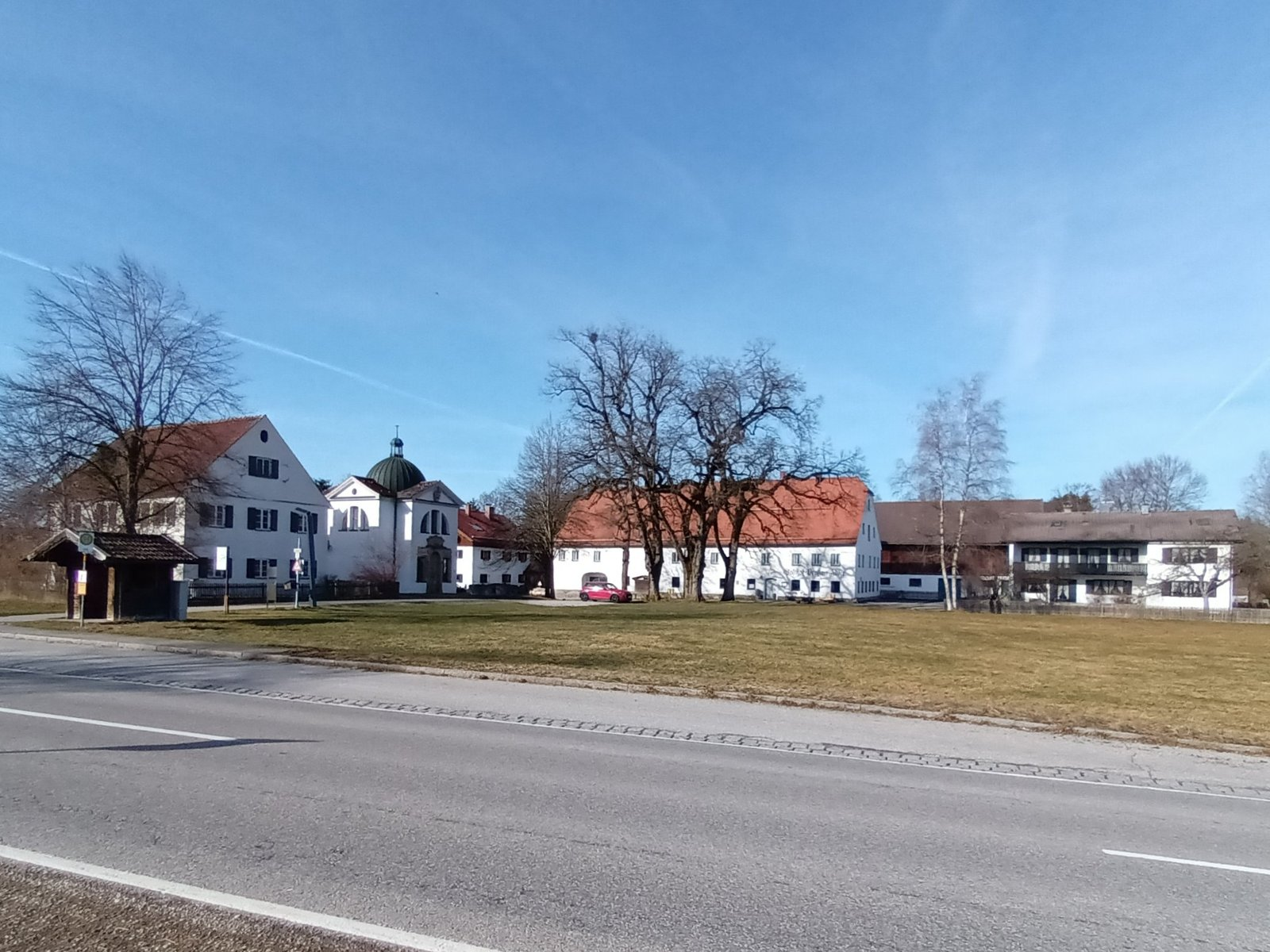
Sameister, Ansicht von Süden

Sameister ist ein Gemeindeteil der Gemeinde Roßhaupten im schwäbischen Landkreis Ostallgäu.

## Lage
Das Kirchdorf Sameister liegt an der Staatsstraße 2059, die Lechbruck mit der Bundesstraße 16 verbindet. Südlich der Staatsstraße verlief die Römerstraße Via Claudia Augusta. Westlich der Ortschaft liegt der Sameister Weiher und etwa einen Kilometer südlich der Schmutterweiher. Zwischen dem Schmutterweiher, der über einen Badebereich verfügt, und Sameister verläuft der Fernradweg Prälatenroute (angelehnt an den Prälatenweg, teilweise identisch) von Marktoberdorf nach Kochel am See. Sameister besaß einen Haltepunkt bis 1962 an der Bahnstrecke Marktoberdorf–Lechbruck.

## Geschichte
Bereits im Jahr 1287 wird Sameister erstmals urkundlich erwähnt. Später wurde hier ein Gasthaus eingerichtet. Spätestens seit 1596 bestand in Sameister eine Poststation der von der Familie der Taxis betriebenen Kaiserlichen Reichspost. Die Poststation existierte bis zum Ende des 18. Jahrhunderts, das Gasthaus gibt es noch heute. Ab 1722 war der Wirt gleichzeitig Postmeister der kaiserlichen Reichspost.
Das Taferngut zu Sameister bei Roßhaupten wurde 1639 von Balthasar Herkomer gekauft. Dieser war der Vater des dort 1652 geborenen Barockbaumeisters Johann Jakob Herkomer.

## Sehenswürdigkeiten

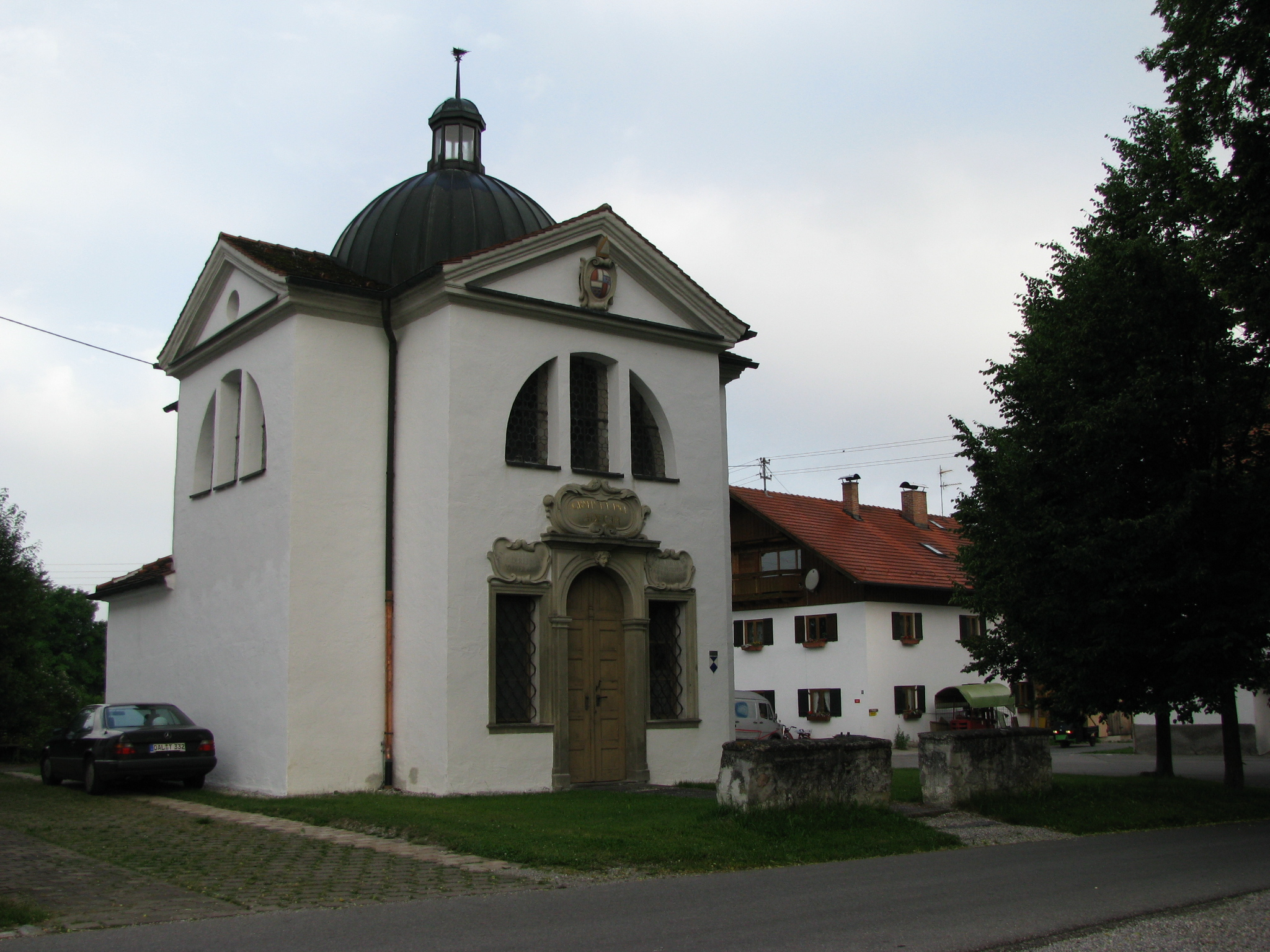
Katholische Kapelle Mariä Sieben Schmerzen

- Kapelle Mariä Sieben Schmerzen
- Ehemaliges Benefiziatenhaus